# Крестьянская война в Германии (Энгельс)
Крестьянская война в Германии — работа Фридриха Энгельса. Написана летом 1850 года. Впервые была опубликована в сдвоенном 5—6 номере «Neue Rheinische Zeitung. Politisch-okonomische Revue». В работе, написанной на основе применения материалистического метода исследования истории, Энгельс проанализировал революционные события в Германии XVI века и сравнил их с событиями 1848—1849 годов. Реформация и Крестьянская война в Германии XVI века были вызваны социально-экономическими причинами, принявшими в условиях средневековья религиозную форму: классовой борьбой немецких крестьян при непоследовательной поддержке бюргерства против феодального угнетения.

И во времена так называемых религиозных войн XVI столетия речь шла прежде всего о весьма определённых материальных классовых интересах; эти войны так же были борьбой классов, как и более поздние внутренние конфликты в Англии и Франции.
 Основными причинами их поражения явились разрозненность действий народных масс, отсутствие централизации и предательская позиция бюргерства. 

Ведь даже крестьяне и плебеи в большинстве районов Германии не смогли объединиться для совместных действий и становились друг другу поперёк дороги.